# HMS Whitehaven (J121)
«Вайтгейвен» (англ. HMS Whitehaven (J121) — військовий корабель, тральщик типу «Бангор» Королівського військово-морського флоту Великої Британії часів Другої світової війни.
Тральщик «Вайтгейвен» закладений 24 липня 1940 року на верфі Philip and Son у Дартмуті. 29 травня 1941 року він був спущений на воду, а 14 листопада 1941 року увійшов до складу Королівських ВМС Великої Британії.
Корабель брав участь у бойових діях на морі в Другій світовій війні, бився на Середземному морі, супроводжував мальтійські конвої.